# Emerald Sword
«Emerald Sword»–en español: «Espada Esmeralda»–, es una canción y un sencillo de la banda italiana de power metal sinfónico Rhapsody of Fire (en ese entonces conocidos como Rhapsody). Fue lanzado el 9 de septiembre de 1998 por medio de Limb Music. Consta de 3 temas, el primero homónimo del sencillo que aparecería un mes después en el álbum Symphony of Enchanted Lands, el segundo tema exclusivo del sencillo Where Dragons Fly  y  el tercer tema Land Of Immortals remasterizado del álbum Legendary Tales.
La letra de la canción homónima, escrita por el guitarrista Luca Turilli, retoma los acontecimientos del primer capítulo de la saga, Legendary Tales, donde el guerrero de hielo continúa su travesía tras encontrar las 3 llaves de la sabiduría que, según la leyenda, abrirían las puertas de marfil y dentro de ellas hallaría la mítica espada esmeralda; la cual ayudaría al valiente guerrero a derrotar al señor oscuro, Akron. 
La canción destaca por ser una mezcla impecable del metal con elementos sinfónicos del barroco sin descuidar ninguno de los dos aspectos, y a pesar de la relativa simplicidad de sus letras, es considerada por los fanáticos y por la banda misma como la canción más emblemática de la agrupación. También es, presumiblemente, el tema que más veces ha sido interpretado por la banda en vivo junto con Dawn of Victory; ambos incluidos en sus dos álbumes en vivo Live in Canada 2005: The Dark Secret y Live – From Chaos to Eternity con 8 años de diferencia entre ellos.

## Lista de canciones
1. Emerald Sword – 4:21
2. Where Dragons Fly – 4:36
3. Land Of Immortals (adaptación) – 4:53

## Formación
- Fabio Lione - Voz
- Luca Turilli - Guitarra eléctrica, Guitarra acústica, Guitarra clásica.
- Alex Staropoli - Teclado, Clavicémbalo, Piano.
- Alessandro Lotta - Bajo eléctrico.
- Daniele Carbonera - Batería, Percusión.

## Lista de Referencias
1. ↑  «Rhapsody of Fire - Emerald Sword». Encyclopedia Metallum. 18 de abril de 2020. Consultado el 21 de junio de 2018.
2. ↑  «Emerald Sword». rateyourmusic.com. 10 de enero de 2021. Consultado el 21 de junio de 2021.

- Datos: Q2724232